# Mörttjärnen (Malå socken, Lappland, 725906-162054)
Mörttjärnen är en sjö i Malå kommun i Lappland och ingår i Skellefteälvens huvudavrinningsområde.